# Grimaldi Forum Monaco
 (août 2024).
Inauguré en 2000, le Grimaldi Forum Monaco - baptisé du nom de la famille Grimaldi, régnante historique de Monaco - figure aujourd'hui parmi les lieux événementiels qui comptent à l'international. Avec sa double vocation de centre de congrès et de culture, et une vitesse de croisière de 120 évènements pour 250 000 visiteurs par an, il est un acteur économique important et un outil essentiel au rayonnement international de la Principauté de Monaco.

## Historique
Ce complexe de 75 000 m2 de surface, entièrement gagné sur la mer Méditerranée, a une capacité de 4000 personnes par jour.
Il doit son design de béton, de verre, de cuivre et d’acier au duo d'architectes monégasques Fabrice Notari et Fred Génin. Henri Notari a gagné le concours du projet mais est décédé durant les études.
Situé au 10 avenue Princesse-Grace dans le quartier du Larvotto, le Grimaldi Forum Monaco a été inauguré le 20 juillet 2000 par le prince Rainier III et S.A.S le prince Albert II de Monaco.
Modulaire, il peut accueillir simultanément plusieurs événements d'ampleur internationale de type séminaire, congrès, convention, salon, dîner de gala, spectacle, opéra, ballet, concert, festival, exposition, tourisme d'affaires.
Il comprend :
- 2 hall modulables
- 3 auditoriums
- 22 salles de conférences
- 3 espaces de restauration

## Centre de congrès
Son portefeuille de clients se trouve majoritairement en Europe (France et Monaco, Royaume-Uni, Allemagne,...) et aux Etats-Unis. Il compte aujourd’hui plus d’une vingtaine de prix et récompenses à son actif, et surtout une grande satisfaction de ses clients, dont 35% sont récurrents.
En 2019, juste avant la crise sanitaire, il réalise le meilleur chiffre d’affaires de son histoire, -24M€-, après 5 années de croissance constante. Le GFM est donc -hors période COVID-, une entreprise en pleine expansion, dont les résultats bénéficient à l’économie locale, avec une moyenne estimée à 70 millions € de retombées indirectes chaque année pour la Principauté.
Malgré le grand arrêt dû à la Covid en 2020, près de 60 évènements monégasques et français ont pu être accueillis cette année-là, grâce au soutien des Autorités de la Principauté. 2021 a repris avec 82 manifestations et une clientèle venant majoritairement de France et d'Europe et 2022 a confirmé la reprise en marche avec plus de 100 événements au compteur et le retour de la clientèle d'Outre-Atlantique.
2022 a également permis de renouer avec des manifestations commerciales hautement fréquentées à l’instar des meilleurs clients récurrents, qui ont battu des records, comme Luxe Pack (InfoPro Digital) avec 9 500 visiteurs, en progression de 5% par rapport à 2019, année exceptionnelle, Les Assises (Comexposium) avec 3 000 participants et 9 400 RV B to B, ou encore, plus récemment, le congrès AMWC (Informa-Euromedicom) qui a battu en 2023 un record de fréquentation avec 15 000 participants !
Le Grimaldi Forum Monaco demeure donc résolument optimiste et, malgré des incertitudes conjoncturelles en 2023 qui entrainent parfois la confirmation d’événements « last minute », qu’il faut compenser par toujours plus d’agilité et de flexibilité, son carnet de commandes est bien rempli (environ 85% du CA 2019) et le nombre de demandes entrantes pour 2024 et 2025 déjà important.
En savoir plus sur le centre de congrès

## Centre de culture
Théâtre d’exception d’une programmation articulée autour de 3 axes forts, expositions, spectacles et concerts, le Grimaldi Forum Monaco soutient une programmation exigeante et diversifiée, ouverte à tous les publics. Participant depuis plus de 20 ans à la dynamique culturelle de Monaco, inscrite dans sa mission de service public, le GFM contribue également au rayonnement international de la Principauté.
L’une des forces de sa signature est un savoir-faire lié à sa culture événementielle et à l’expertise d’une équipe qui sait appréhender les spécificités d’un sujet et qui est capable d’offrir du sur-mesure reposant sur deux exigences : une valeur scientifique indéniable et une qualité rigoureuse dans la mise en place de l’événement, en s’appuyant sur les meilleurs spécialistes dans chaque domaine.
Depuis 2000, le Grimaldi Forum Monaco produit notamment chaque été une grande exposition thématique consacrée à un mouvement artistique majeur, à un sujet de patrimoine ou de civilisation, à tout sujet où s’exprime le renouvellement de la création. Le GFM collabore avec les plus grandes institutions culturelles du monde -musées, fondations et galeries- qui saluent la réussite de ces grandes expositions estivales par le prêt d’œuvres majeures.
Du côté du spectacle vivant, la scène de la Salle des Princes, le plus grand auditorium de Monaco avec ses près de 1900 places et son plateau scénique de 1000m2 (l’équivalent de l’Opéra Bastille), autorise tous types de productions. Dans son "hall of fame", des comédies musicales, des concerts, des ballets, des orchestres, des spectacles de magie, mais aussi de cirque et de théâtre, et des artistes toujours plus éblouissants, répondant à l'exigence du Grimaldi Forum d'offrir une programmation éclectique et d'excellence accessible à tous les publics. La salle est équipée du système de correction acoustique électronique CARMEN.
Le Grimaldi Forum, c’est aussi un écrin naturel pour les entités culturelles monégasques, qui y sont en résidence : les Ballets de Monte-Carlo, l’Orchestre philharmonique et l’Opéra, le Printemps des arts de Monte-Carlo, l'Institut Audiovisuel ou encore le Théâtre Princesse Grace.

## RSE: le Grimaldi Forum Monaco s'engage!
Le Grimaldi Forum Monaco a placé la protection de l’environnement au cœur de ses priorités. Depuis 2008, il a réussi à améliorer son efficacité énergétique de 35% -Ratio d’amélioration de la consommation d’électricité par rapport à l’espace occupé-, en multipliant son taux de tri des déchets par 2,5, et en réduisant de plus de la moitié sa consommation d’eau par visiteur.
Acteur du changement, le GFM s’engage et participe activement au Pacte national de transition énergétique auquel il adhère depuis 2018. Le Grimaldi Forum Monaco collabore avec toutes ses parties prenantes, et notamment ses clients et fournisseurs, pour mettre de plus en plus de « vert » dans l’industrie événementielle.
Avec une politique managériale centrée autour de l’humain, le Grimaldi Forum Monaco porte, depuis sa création en 2000, des valeurs éthiques, de bienveillance, d’équité et de partage. Fédérés autour de programmes de formation et d’ateliers de cohésion, ses 140 salariés permanents bénéficient d’une attention constante visant à s’assurer de leur bien-être et de leur qualité de vie au travail tout en valorisant leurs compétences. Force vive de l’entreprise, son équipe est aujourd’hui composée à 55% de salariés en poste depuis plus de 10 ans, dont 25% depuis plus de 20 ans ! Acteur dynamique de la professionnalisation des étudiants, le Grimaldi Forum a également à cœur de transmettre le savoir-faire des 44 métiers qui y sont exercés et d’offrir un véritable tremplin dans la vie professionnelle des étudiants, tout en leur assurant un tutorat de qualité.
D’un point de vue économique et solidaire, le Grimaldi Forum multiplie les initiatives, qu’il partage avec toutes les parties prenantes. Il soutient des actions caritatives locales et encourage ses salariés à y participer. Il partage aussi ses bonnes pratiques avec ses pairs et privilégie les fournisseurs et prestataires locaux. Le Grimaldi Forum est aussi un poumon économique important pour Monaco. Au-delà de son personnel permanent, le GFM gère environ 300 contrats de vacataires et fait travailler indirectement 700 fournisseurs et prestataires représentant un vivier estimé à plus de 5 000 emplois sur la Principauté et alentours, générant en moyenne 70 millions d’euros de retombées économiques.
En savoir plus sur sa politique RSE

## Les perspectives de développement du Grimaldi Forum Monaco
Le Grimaldi Forum Monaco prépare actuellement un agrandissement de son bâtiment dans le cadre du projet Mareterra d’extension en mer de la Principauté. L’extension du bâtiment doit permettre d’accueillir des événements professionnels de plus grande ampleur et de combiner plusieurs manifestations simultanément.
Il s’agit notamment d’accompagner les clients récurrents en limite de capacité, comme Luxe Pack, AMWC ou 1to1 Retail - E-commerce, qui aujourd’hui prennent tous les espaces y compris en extérieur, nécessitant même l’installation d’un chapiteau sur l’esplanade.
Il s’agit également d’offrir davantage de modularité des espaces, pour répondre aux besoins spécifiques de certains secteurs, comme par exemple le marché IT ou le secteur associatif, en demande de plus de salles de réunion.
C’est aussi l’opportunité d’organiser des dîners de gala pouvant accueillir jusqu’à 1650 personnes, qui ne trouvaient pas leur place dans le bâtiment actuel si tous les mètres carrés en format exposition sont utilisés.
Dès 2025, il va accroître sa capacité d’exposition de 50% avec 6000 m2 d’espaces supplémentaires. Complètement polyvalents et modulables, ces nouveaux espaces seront répartis en 3 zones dont certaines baignées de lumière naturelle pouvant accueillir des salons, des conférences, des réunions, des déjeuners ou dîners assis. Connectée au reste du bâtiment grâce à une liaison avec l’actuel hall d’exposition Diaghilev, cette extension sera également accessible via une entrée extérieure indépendante située côté mer.
Afin de profiter pleinement de cette situation exceptionnelle au coeur de la Principauté, 2000 m2 d’espaces extérieurs seront également disponibles, dont la Terrasse Ravel et ses 600 m2 avec vue sur la mer.
Avec Mareterra, le projet d’eco-quartier dans lequel l’extension est intégrée, c’est tout l’environnement du Grimaldi Forum Monaco qui offrira un nouveau visage, des logements, un parking public, des commerces, des restaurants, une pinède et un port de plaisance. C’est d’ailleurs tout naturellement que le GFM s’intégre dans cet éco-quartier, fort de la centrale solaire urbaine installée sur son toit, la plus grande de la Principauté.
Autre atout, la plage du Larvotto, récemment rénovée avec de nouveaux commerces et restaurants, offre aux congressistes un cadre idéal de détente en toute proximité.

## Galerie

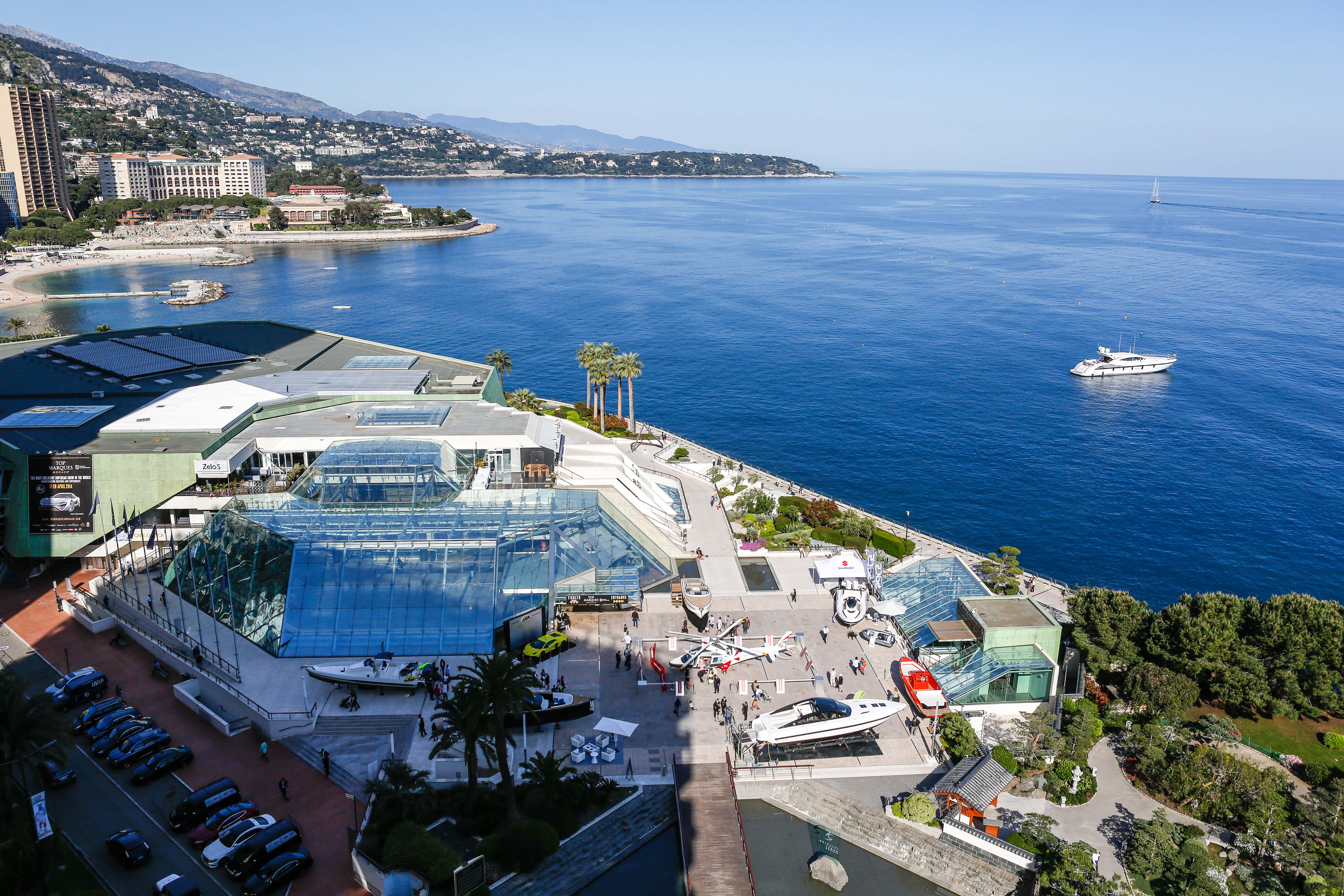
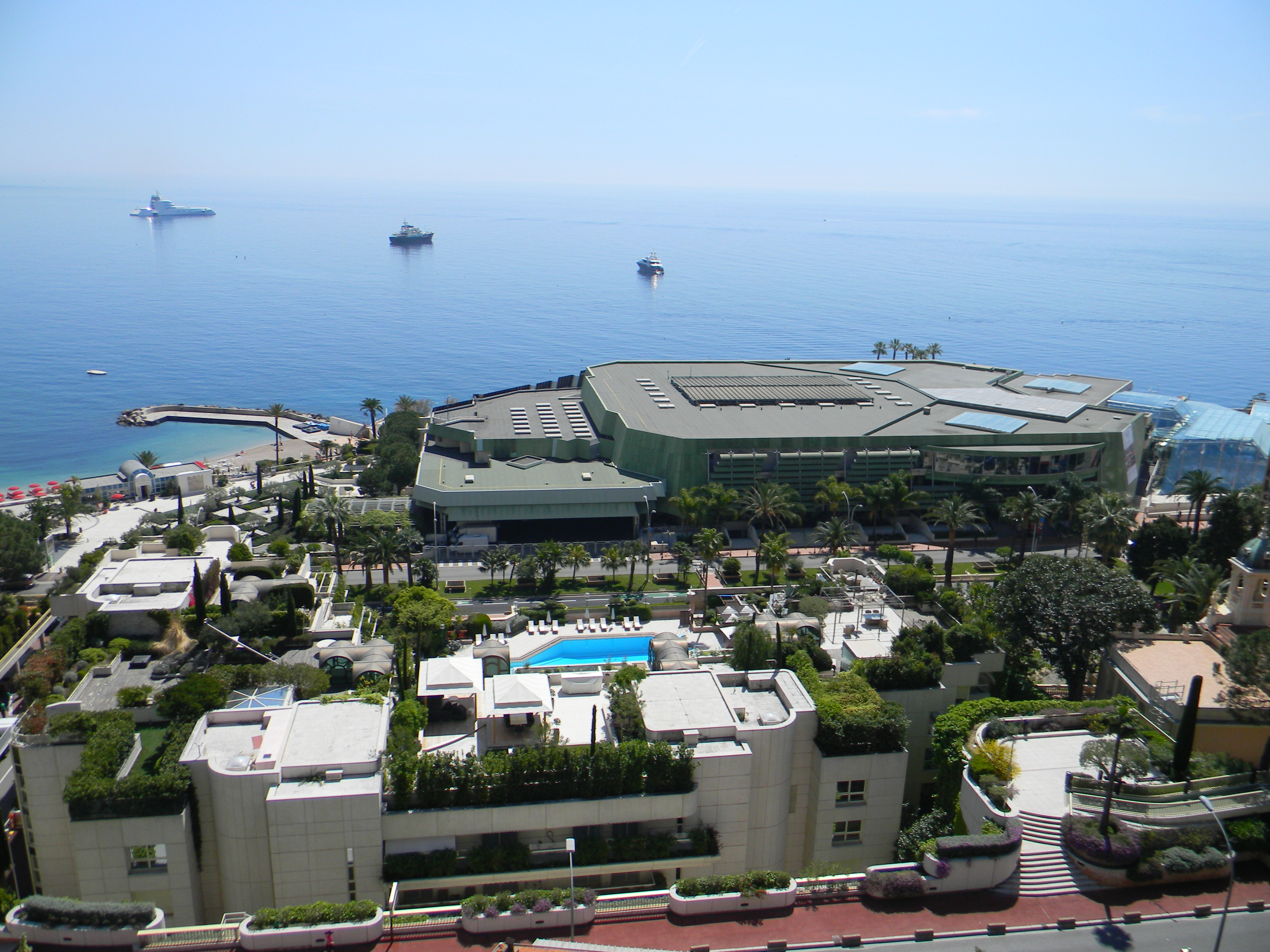
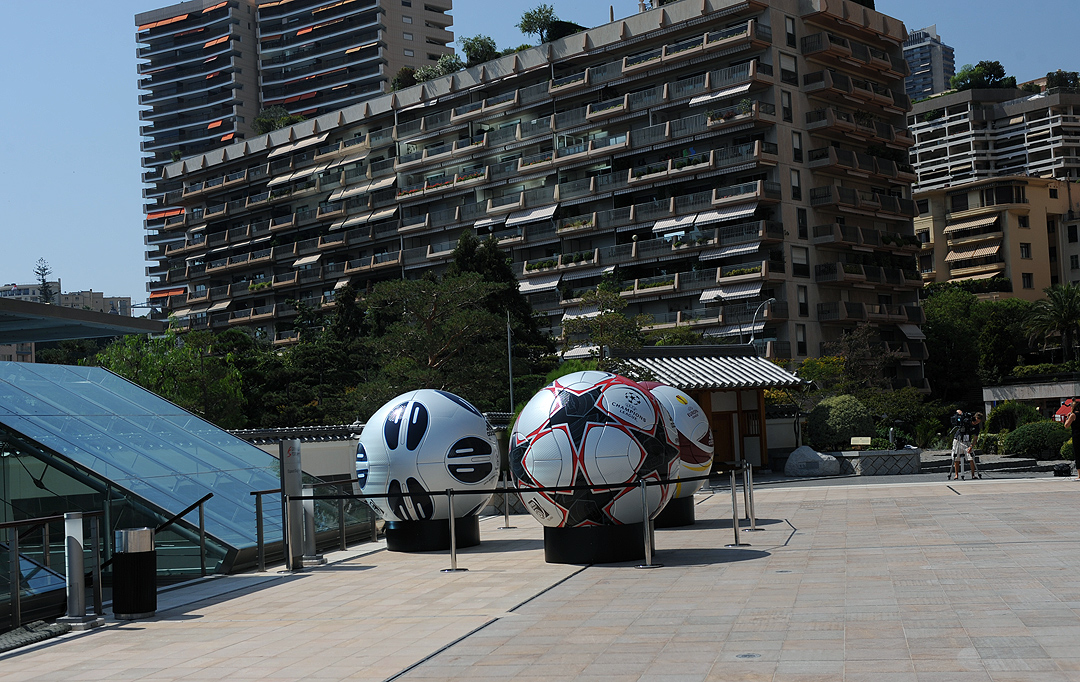
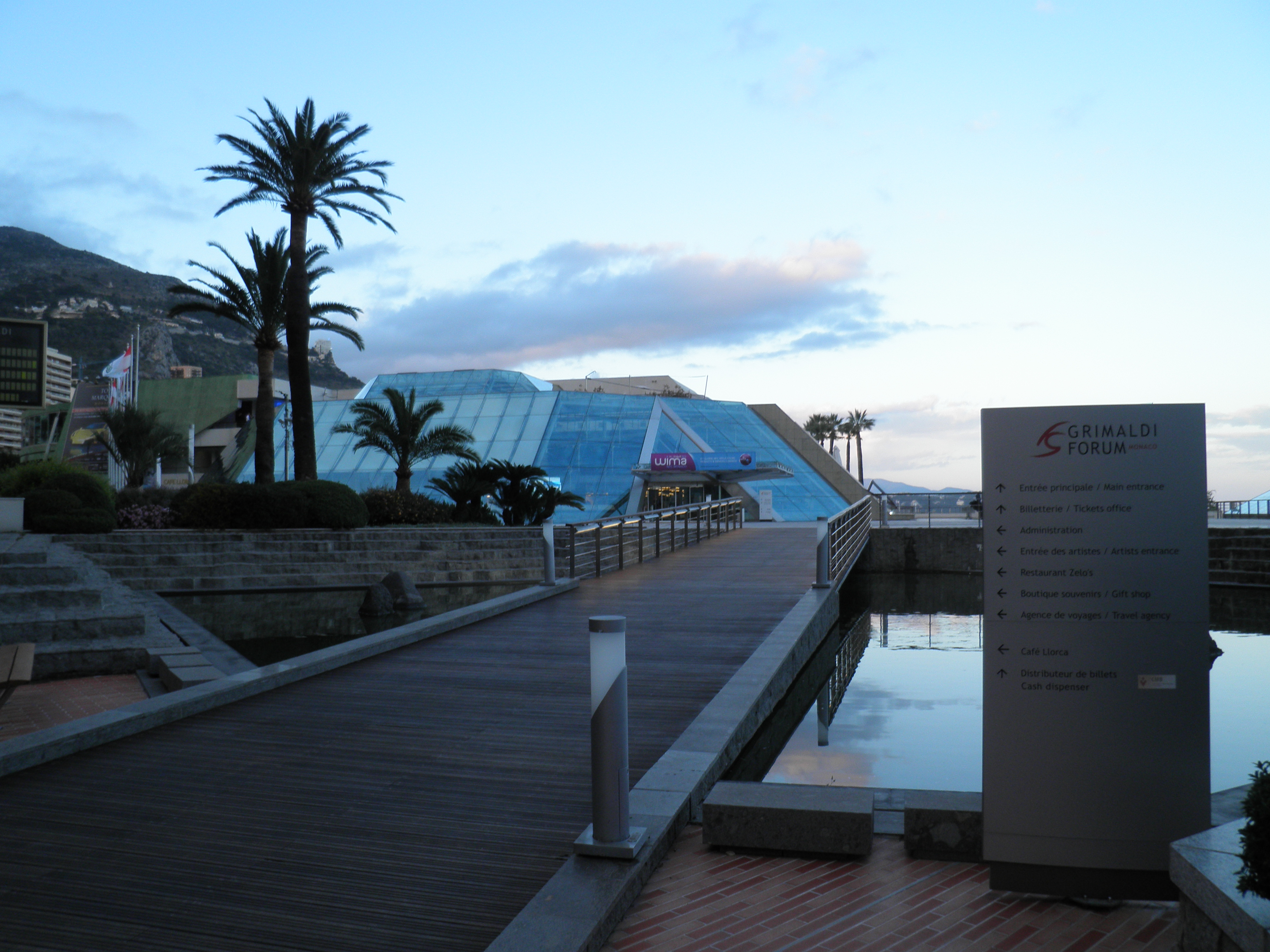
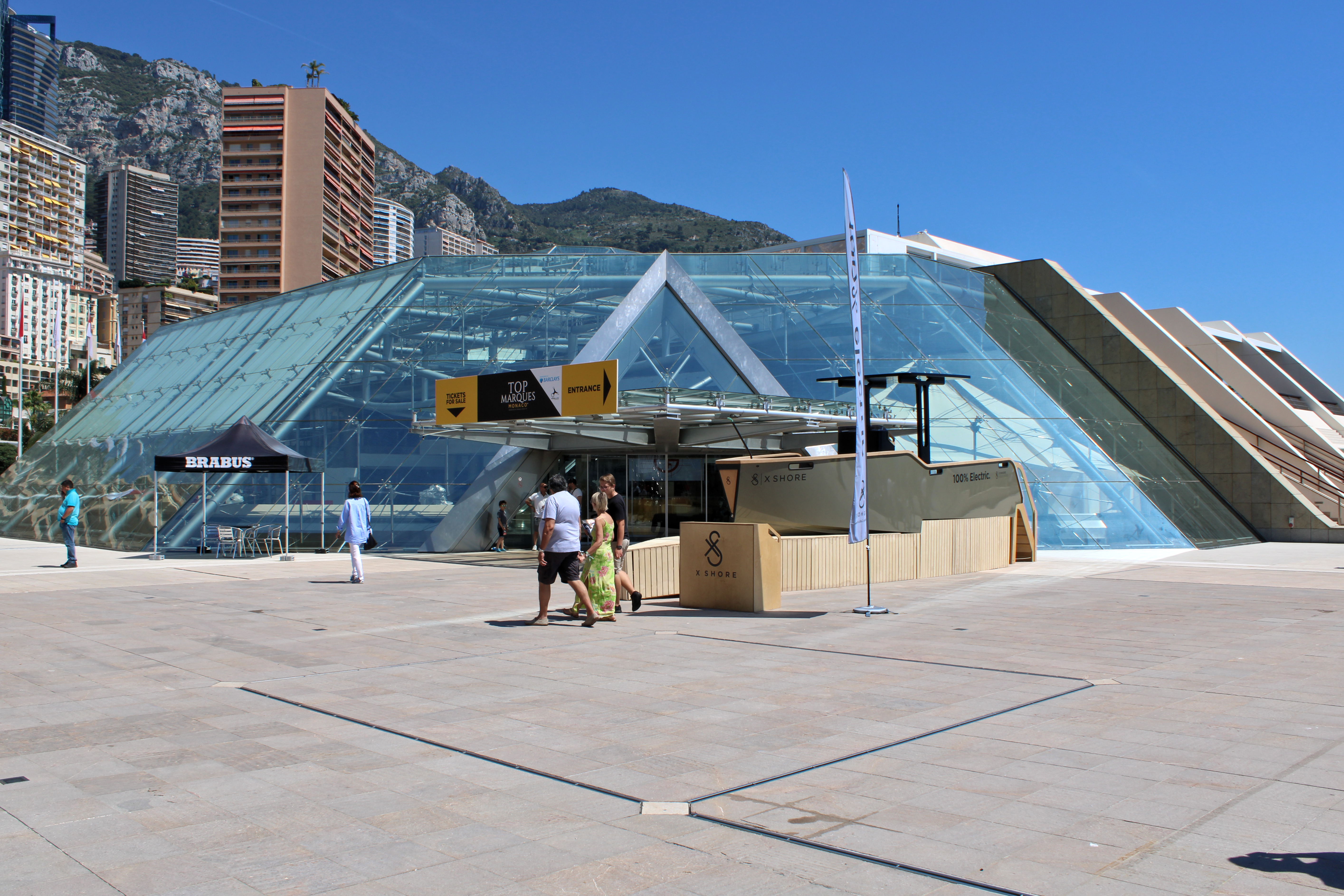
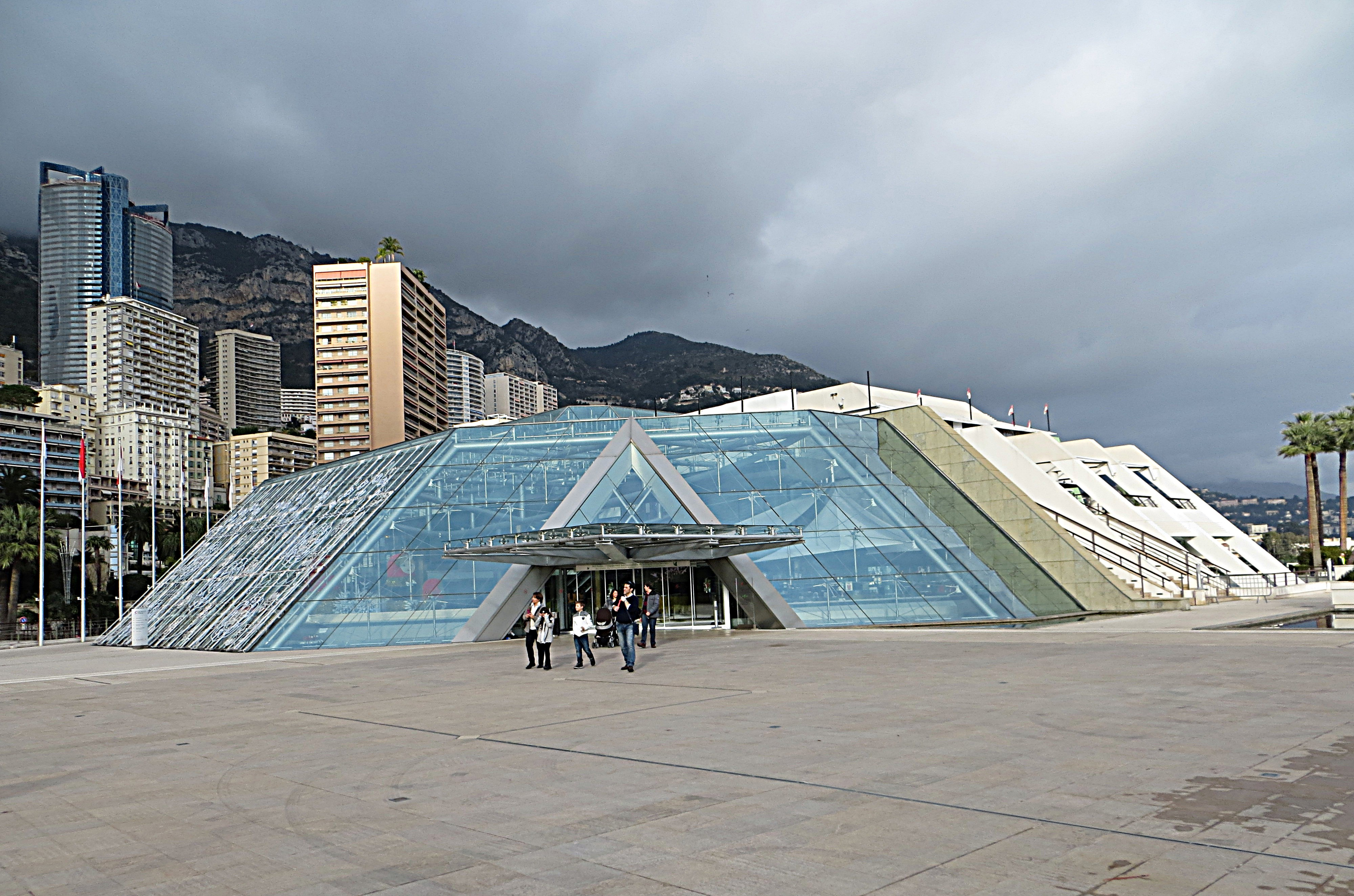
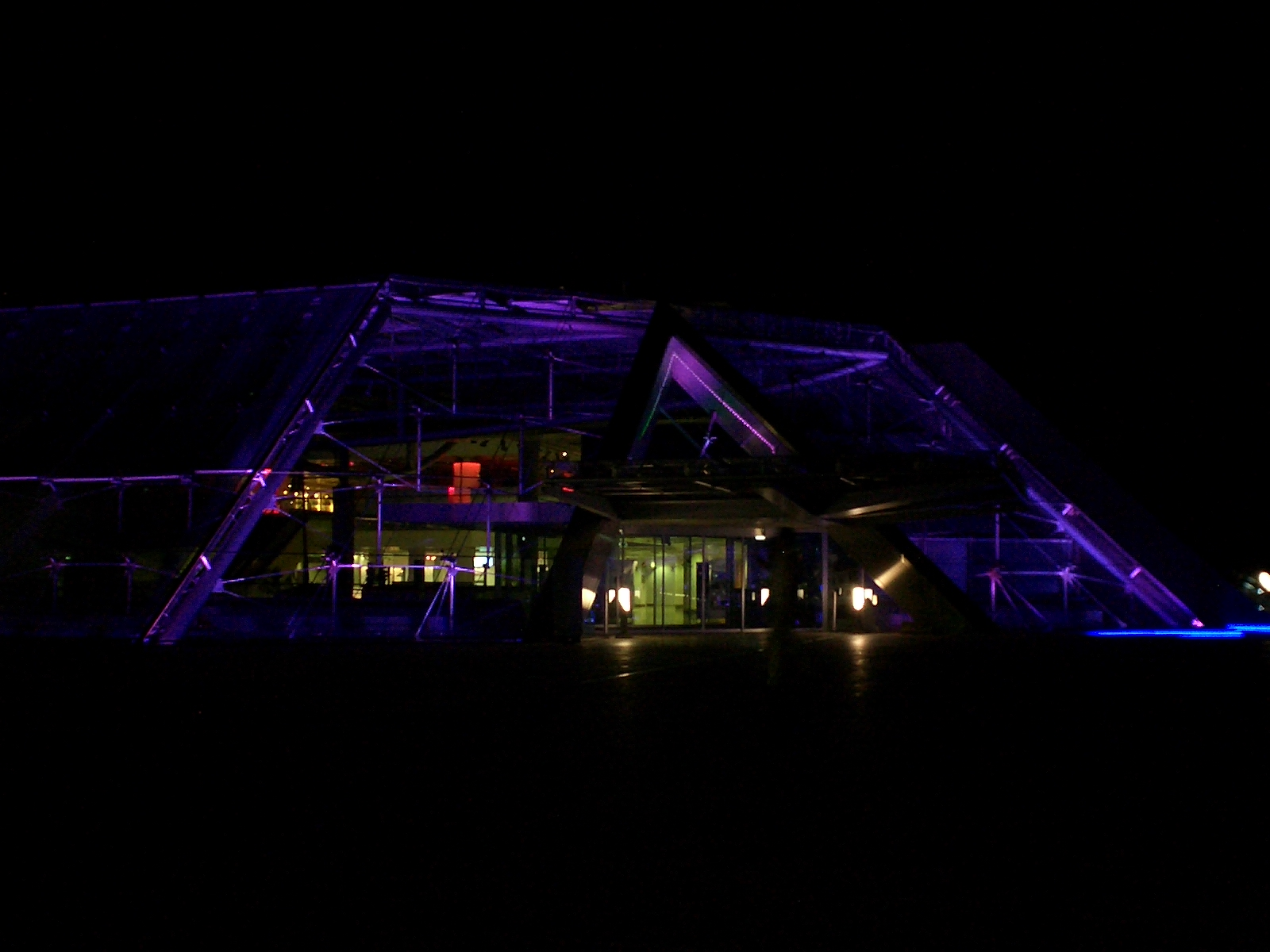

## Événements
- Top Marques Monaco
- Ballets de Monte-Carlo
- Festival de télévision de Monte-Carlo
- Orchestre philharmonique de Monte-Carlo
- 2000 : élection de Miss France 2001.
- 2008 : réunion du programme des Nations unies pour l'environnement
- 2009 : départ du Tour de France 2009.
- 2010 : concert de Earth, Wind and Fire
- Tirage au sort des phases de poules de la Ligue des champions, Ligue Europa et de la Conférence League.
- 2021 : Opération solidaire avec le Monaco Humanitarian Aid pour la collecte de produits d'hygiène et denrées alimentaires à destination des étudiants[1].
- 2024 : Exposition, « Turner, le sublime héritage », Grimaldi Forum, Monaco, jusqu’au 1er septembre[2].

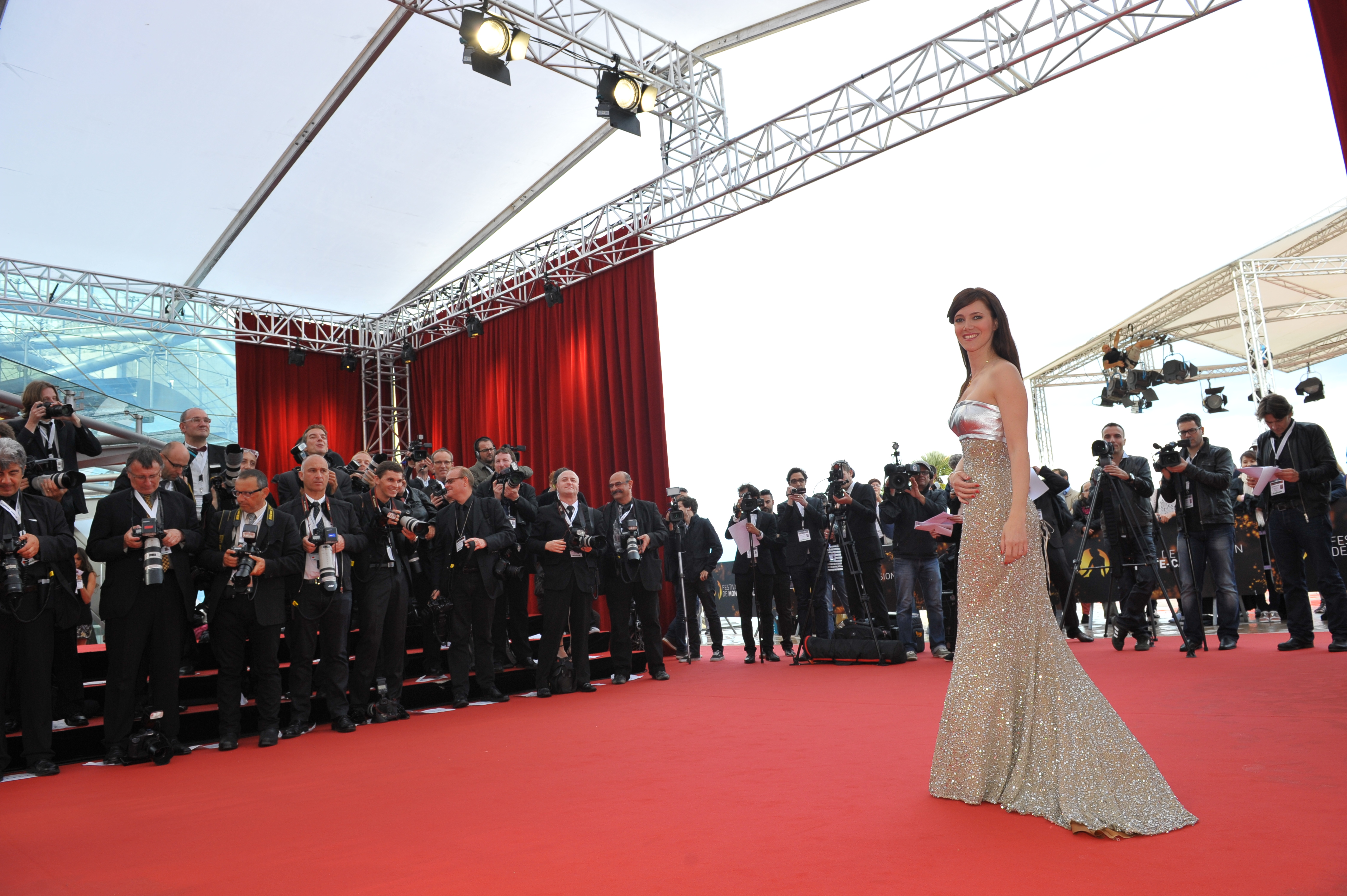
Tapis rouge du Festival de télévision de Monte-Carlo.
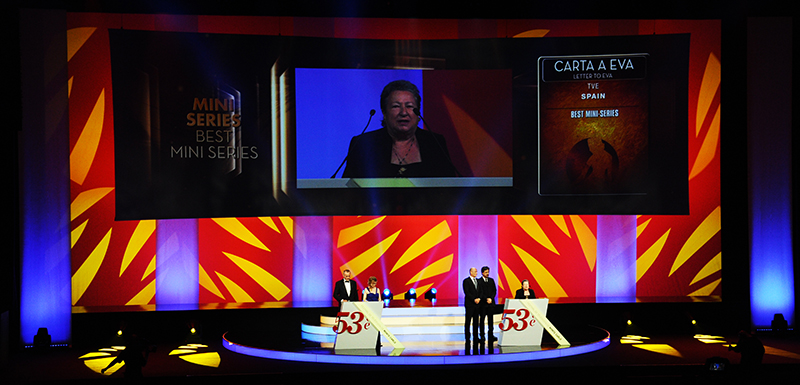
Clôture du Festival de télévision de Monte-Carlo.
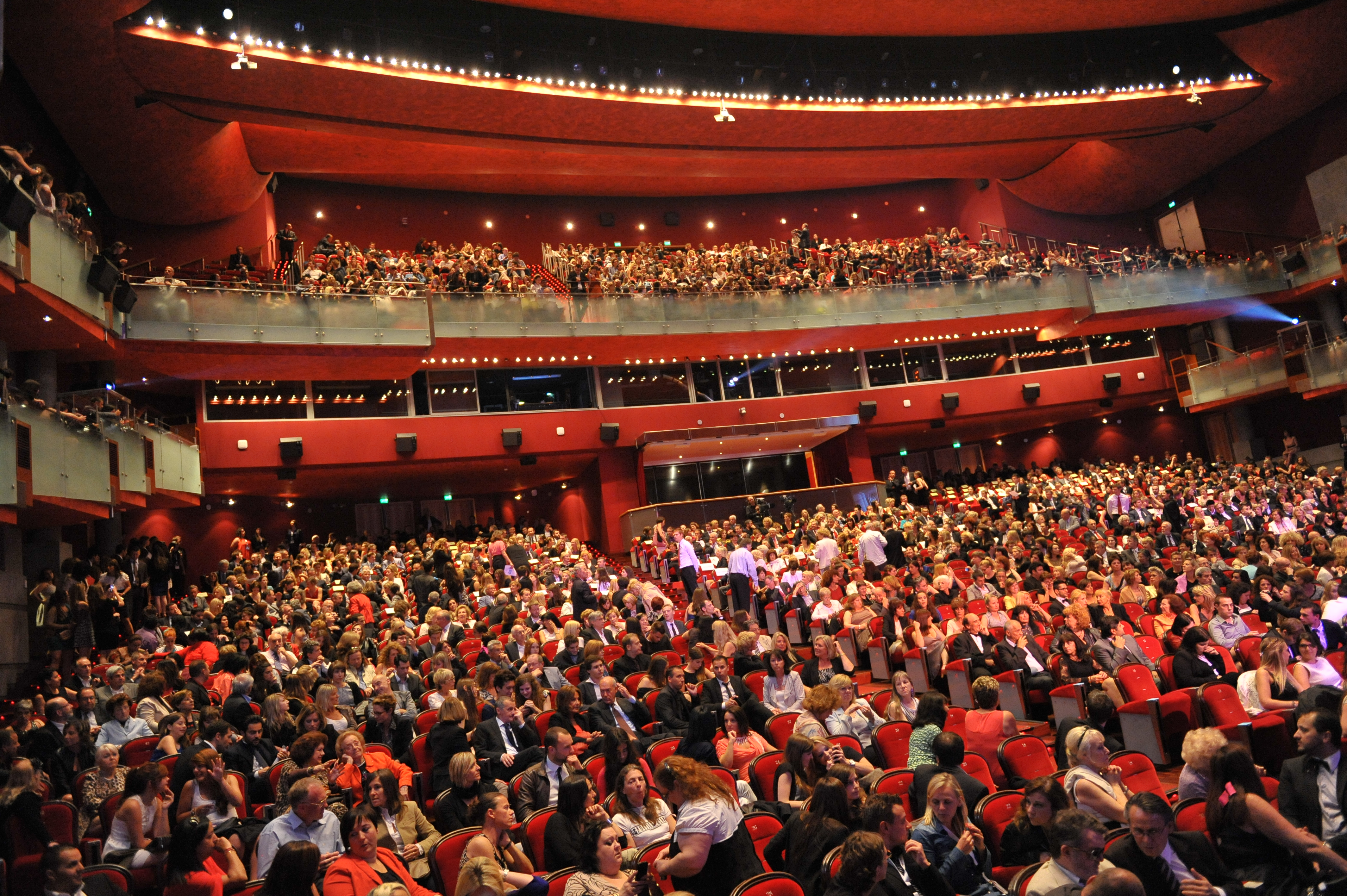
Salle des Princes, Festival de télévision de Monte-Carlo.